# Georg Martin Dursch

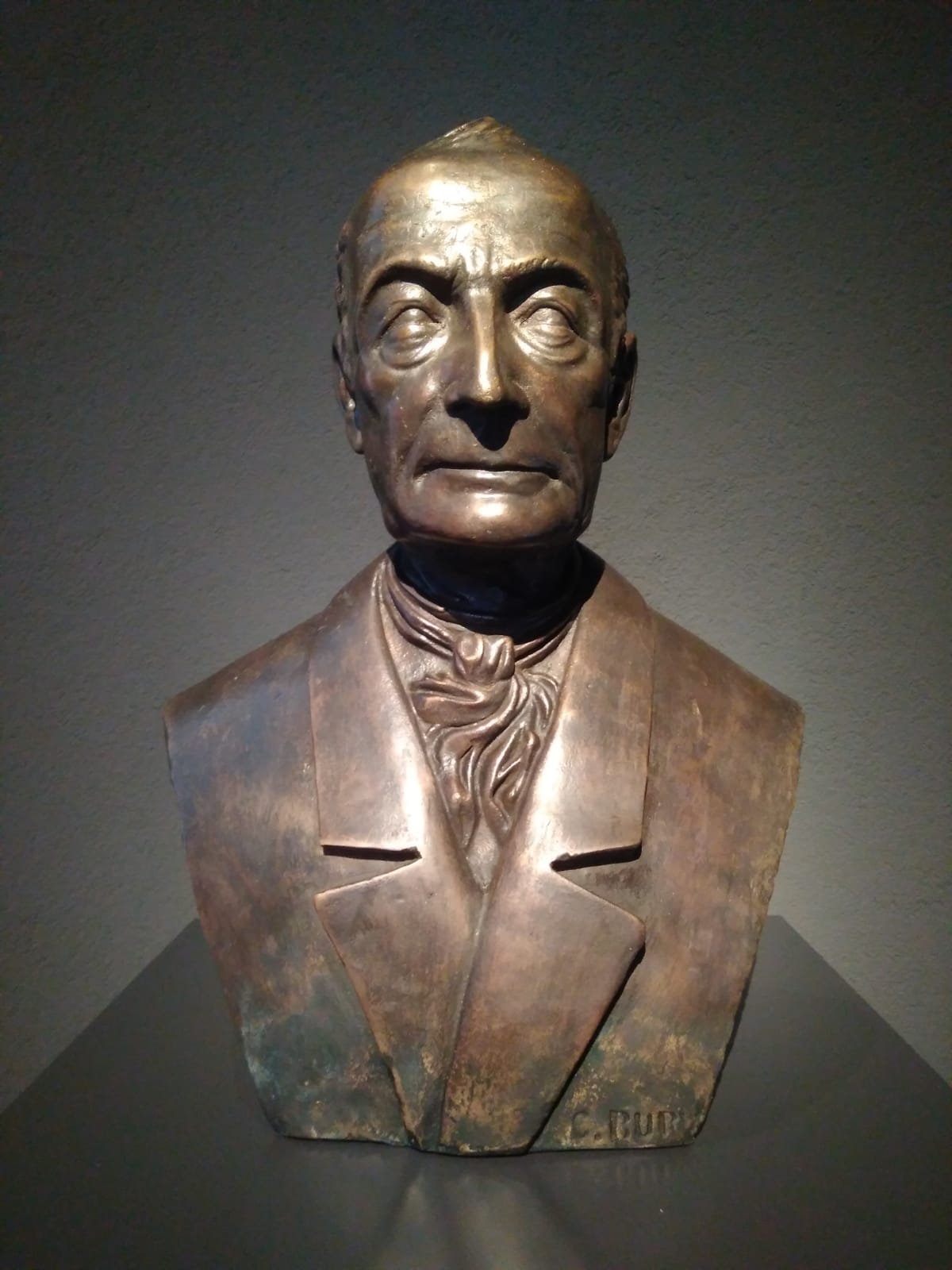
Johann Georg Martin Dursch - Bronze - German Bury (1853–1933) - Dominikanermuseum Rottweil

Georg Martin Dursch (auch Johann Georg Martin, * 11. November 1800 in Deggingen bei Geislingen; † 21. Februar 1881 in Rottweil) war ein deutscher Pädagoge, katholischer Theologe, Indologe und Kunstsammler sowie Schriftsteller.

## Leben und Wirken
Nach dem Studium in Tübingen und der Priesterweihe am 24. September 1825 promovierte er zum Doktor der Theologie und Philosophie, schloss in Paris ein Studium der Orientalistik mit dem Schwerpunkt Sanskrit an und wurde nach einem Vikariat in Weil der Stadt 1829 Professor am Gymnasium Ehingen/Donau. Hier gründete er mit Kollegen einen Antizölibatsverein, der nach wenigen Jahren verboten wurde. Eine Romreise und die ihm gewährte Privataudienz beim Papst brachte sein Anliegen nicht voran. Enttäuscht verlegte er sich seit 1837 auf ein weitgehend unpolitisches Thema, das Sammeln sakraler Kunst. 1842 wurde er Dekan und Pfarrer in Wurmlingen bei Tuttlingen, 1850 zunächst Stadtpfarrer und dann Dekan in Rottweil (1858). Die Sammlung Dursch enthält spätgotische Holzbildwerke und Tafelmalereien, die seit 1851 in der Lorenzkapelle untergebracht und 1991 ins Dominikanermuseum Rottweil verbracht wurden. Der 1862 an Bischof Joseph von Lipp verkaufte Teil der Sammlung altschwäbischer Malerei begründete die Anfänge des heutigen Diözesanmuseums Rottenburg.